# 西蒙風號巡防艦
西蒙風號巡防艦（俄语：Самум），原名MRK-17，是一艘北海獅級護衛艦，曾隸屬於蘇聯海軍，後轉為俄羅斯海軍。在蘇聯和後來的俄羅斯分類中，它被視為一種「小型導彈艦」（малый ракетный корабль，МРК）。和同級的其他艦艇一樣，它是一種裝備反艦導彈的氣墊船。

## 歷史
MRK-17於1991年9月在澤廖諾多利斯克澤廖諾多利斯克造船廠開始建造，並於1992年10月12日下水。1992年3月19日，其以俄譯阿拉伯語西蒙風一詞重新命名為西蒙風號。2000年2月26日，其正式於波羅的海艦隊服役。
2002年7月25日，西蒙風號被調到黑海艦隊。2023年9月14日，在俄羅斯入侵烏克蘭期間，其駐紮在塞瓦斯托波爾，並遭到烏克蘭的「海中寶寶」海上無人機攻擊。根據烏克蘭情報來源指，該艦隨後被拖走修理，因為一側受到「嚴重損壞」。然而俄羅斯國防部聲稱其擊退襲擊。

## 三角旗號碼
| 日期 | 三角旗號 |
| ---- | -------- |
| 1989 | 609      |
| 1990 | 616      |